# ناهنجاری ژنتیکی
ناهنجاری‌های ژنتیکی یا اختلال‌های ژنتیکی شامل دسته‌ای از مشکلات ژنتیکی هستند که در اثر نارسایی یا جهش در ژن‌ها یا ماده ژنتیک انسان ایجاد می‌شود. این ناهنجاری‌ها اغلب در زمان تولد بروز می‌کنند ولی می‌توانند سال‌ها بعد نیز بروز کنند. ناهنجاری‌های ژنتیکی می‌توانند ارثی نباشند و مثلاً بر اثر بروز جهش جدیدی در ژنوم جنین ایجاد شده باشند.

## طبقه‌بندی
الف. ناهنجاری‌های ژنتیکی تک‌ژنی:
1. ناهنجاری‌های اتوزومال غالب
2. ناهنجاری‌های اتوزومال مغلوب
3. ناهنجاری‌های وابسته به ایکس غالب
4. ناهنجاری‌های وابسته به ایکس مغلوب
5. ناهنجاری‌های وابسته به ایکس
6. ناهنجاری‌های ژن میتوکندریایی

ب. ناهنجاری‌های چندژنی که چندین ژن در آن‌ها دخیل هستند، مانند آسم، سرطان و دیابت

## فهرست برخی بیماری‌های ژنتیک
- آتاکسی فردریش
- آلکاپتونوریا
- بیماری‌های دیستروفی عضلانی
- بیماری هانتینگتون
- تالاسمی
- سندرم داون
- سندرم مارفان
- سندروم آلپورت
- کم‌خونی داسی‌شکل
- نشانگان آشر
- پروگریا

## پیوندها
- مرکز تحقیقات ژنتیک پزشکی

1. ↑  محسن, فتح‌زاده; نگین, هادی; محمدعلی, بابایی بیگی; مسعود, بذرگر; مجتبی, داربویی; اشرف, شجاعی (2005-01-01). "ناهنجاری‌های ژنتیکی و غیر ژنتیکی در فرزندان پدر و مادر خویشاوند و غیر خویشاوند: نتایج بررسی شجره‌نامه‌ها در مراجعین به بخش مشاوره ژنتیک شیراز،". مجلهٔ تحقیقات پزشکی. 3 (411): 95–100.
2. ↑  طهماسب‌پور مرزونی, عیسی; جورسرایی, سید غلامعلی (2014-11-10). "ناهنجاری‌های ژنتیکی با جهش‌های مولکولی کروموزوم Y در اسپرم انسان و تأثیر آن در ناباروری مردان". مجله علمی دانشگاه علوم پزشکی بابل. 16 (11): 51–63. doi:10.18869/acadpub.jbums.16.11.51.
3. ↑  https://umj.umsu.ac.ir/article-1-787-fa.pdf
4. ↑  فاطمه, نظمیه; محمدحسن, شیخها; محمود, کمالی زارچ (2016-01-01). "تأثیر آموزش مقابلهٔ درمانگری بر سلامت عمومی زنان باردار دارای ریسک بالای ناهنجاری‌های ژنتیکی در جنین". مجلهٔ دانشگاه علوم پزشکی شهید صدوقی یزد. 24 (8): 607–617.
5. ↑  «بیماری و ناهنجاری ژنتیک چیست؟». rahsagroup.com. دریافت‌شده در ۲۰۲۳-۰۷-۱۳.
6. 1 2  «ناهنجاری‌های ژنتیکی در ازدواج‌های غیرخویشاوندی هم وجود دارد». ایرنا. دریافت‌شده در ۲۰۲۳-۰۷-۱۳.